# 라트비아의 경제
라트비아의 경제는 동유럽의 개방 경제이며 유럽 단일 시장의 일부이다. 라트비아는 1999년부터 세계무역기구(WTO), 2004년부터 유럽 연합, 2014년부터 유로존, 2016년부터 OECD 회원이다. 라트비아는 세계은행 그룹이 작성한 사업 용이성 지수 세계 14위다. 인간 개발 보고서 2011에 따르면 라트비아는 인간 개발 지수가 매우 높은 국가 그룹에 속한다. 지리적 위치 때문에 목재, 목재 가공, 농산물, 식품, 기계 및 전자기기 제조와 함께 교통 서비스가 매우 발달되어 있다.
라트비아의 경제는 2006년~2007년 GDP 성장률이 매년 10%를 웃돌았으나, 2009년 세계경제가 악화되는 가운데 경상수지 적자, 부동산 시장 붕괴, 대규모 부채 노출로 심각한 침체에 빠졌다. 제2의 은행인 파렉스 은행의 붕괴로 촉발된 GDP는 2009년에 거의 18% 감소했고, 유럽 연합, 국제 통화 기금 및 기타 국제 기부국들은 정부의 약속에 대한 대가로 유로화 페그제를 방어하기 위한 협정의 일환으로 라트비아에 상당한 재정 지원을 제공했다. 엄격한 긴축 정책을 시행한다. 2011년 라트비아는 GDP 성장률을 5.5%로 달성하여 유럽 연합에서 가장 빠른 경제 성장률을 보였다. IMF/EU 프로그램은 2011년 12월에 성공적으로 마무리되었다.
민영화는 대형 국영 전력회사 일부를 제외하고는 대부분 완료되었다. 수출 성장은 경제 회복에 기여했지만, 국가 경제 활동의 대부분은 서비스 부문에 있다.

## 경제사
한자 동맹과 독일의 영향 아래 수세기 동안 라트비아는 지리적 위치를 동서 무역의 중심지로 이용했다. 라트비아의 주요 수출품은 목재, 제지, 농산물이었다. 반대로, 러시아 제국과 소련은 라트비아의 경제를 그들의 시장과 통합하는 경향이 있었고, 또한 그 국가들의 대규모 내부 산업 수요를 충족시켰다.
독립 이후 라트비아는 시장지향적인 개혁을 진행했지만 속도는 상당히 빨랐다. 자유롭게 거래되는 통화인 라트는 1993년에 도입되었고 주요 세계 통화들에 대해 꾸준하거나 평가 절상되었다. 인플레이션은 1992년 958.6%에서 1995년 25%, 2002년 1.4%로 감소하였다.
1991년~1995년 경공업의 회복과 상업과 금융의 호황에 힘입어 경제는 1994년 말에 안정되었다. 1995년 라트비아 최대 은행인 발티야 은행이 파산하고, 1998년 이웃 러시아 금융 시스템의 심각한 위기로 두 차례 회복이 중단되었다. 2000년 이후 라트비아의 GDP는 4년 연속 매년 6~8%씩 성장했다. 라트비아는 1997년 국가예산이 균형을 이루었으나 1998년 러시아 금융 위기로 1999년 국내총생산(GDP)의 4%에서 2003년 1.8%로 적자가 크게 줄었다. 이러한 적자는 2004년에 유럽 연합에 가입한 대부분의 다른 나라들보다 적었다.
2008년 중반까지 라트비아는 유럽에서 경제가 가장 빠르게 발전하고 있었다. 2003년 GDP 성장률은 7.5%, 인플레이션은 2.9%였다. 소비에트 시대의 중앙 계획 체제는 자유 시장 원칙에 기반한 구조로 대체되었다. 2005년 GDP에서 민간 부문이 차지하는 비율은 70%였다. 경공업의 회복과 리가가 지역의 금융 및 상업 중심지로 부상함에 따라 국영 산업 부문과 농업의 위축이 상쇄되었다. 공식 실업 수치는 7~10% 범위에서 꾸준히 유지되었다.

## 민영화
라트비아의 민영화는 거의 완료되었다. 기존에 국영이었던 중소기업이 사실상 모두 민영화돼 정치적으로 민감한 소수의 국영 대기업만 남게 됐다. 특히, 이 나라의 주요 에너지 및 유틸리티 회사인 랏베네르고는 국영으로 남아 있으며 그것을 민영화 할 계획이 없다. 정부는 벤츠필스 나프타 석유 운송회사와 라떼레콤의 소수주식을 보유하고 있지만 조만간 지분을 포기할 계획이다.
라트비아에 대한 외국인 투자는 북중부 유럽 수준에 비해 여전히 미미하다. 1997년에는 외국인에 대한 토지매매 등 토지매각 범위를 확대하는 법이 통과되었다. 라트비아의 전체 외국인 직접 투자의 10.2%를 차지하는 미국 기업들은 1999년에 1억 2,700만 달러를 투자했다. 같은 해에 미국은 라트비아에 5,820만 달러의 상품과 서비스를 수출했고 8,790만 달러를 수입했다. 세계무역기구(WTO), OECD, 유럽 연합(EU)과 같은 서구 경제기관에 가입하기를 열망한 라트비아는 1995년 EU와 4년의 과도기를 가진 유럽협정을 체결했다. 라트비아와 미국은 투자, 무역, 지적재산권 보호와 이중과세 회피에 관한 조약을 체결했다.

## 고용
평균 임금은 리가와 주변 지역, 벤츠필과 그 주변 지역에서 더 높으며 내륙 국경 지역, 특히 랏갈레 지역이 부족하다.

## 같이 보기
- 발트의 호랑이